# سیروس برنابلداجی
سیروس برنابلداجی (زادهٔ ۱۳۴۷ در بلداجی) نمایندهٔ حوزهٔ انتخابیهٔ بروجن در دورهٔ هشتم مجلس شورای اسلامی بوده‌است. 
اصالتاً ترک قشقایی از طایفه دره شوری و متولد بلداجی از توابع استان چهارمحال و بختیاری می‌باشد. متأهل و دارای دو فرزند، یک دختر و یک پسر است. وی علاوه بر لیسانس حقوق، فارغ‌التحصیل کارشناسی و کارشناسی ارشد رشته علوم سیاسی از دانشگاه تهران و دکترای علوم سیاسی از دانشگاه جواهر لعل نهروی هندوستان است. برنابلداجی دارای آثاری در زمینه مسایل خاورمیانه نیز می‌باشد.